# Хилда Рикс Николас
Хилда Рикс Николас (рођена Рикс, касније Рајт; Баларат, 1. септембар 1884 – Делигејт, 3. август 1961) била је аустралијска уметница. Студирала је код једног од водећих аустралијских импресиониста, Фредерика Макубина, у Уметничкој школи Националне галерије Викторије од 1902. до 1905. године и била је једна од раних чланица Мелбуршког друштва сликарки и вајарки. Након смрти оца 1907. године, Рикс, њена једина сестра Елси и њихова мајка, отпутовале су у Европу, где је наставила школовање, прво у Лондону, а затим у Паризу. Њени учитељи у том периоду били су Џон Хасал, Ричард Емил Милер и Теофил Штајнлен.
Након путовања у Тангер 1912. године, Рикс је одржала неколико успешних изложби својих радова, а један од њених цртежа, Grande marché, Tanger, откупила је француска влада. Била је једна од првих Аустралијанки која је сликала постимпресионистичке пејзаже, постала чланица Société des Peintres Orientalistes Français и излагала своје радове у Паришком салону 1911. и 1913. године. Након избијања Првог светског рата, породица се евакуисала из Француске у Уједињено Краљевство Велике Британије и Ирске. Уследио је период личне трагедије: сестра јој је преминула 1914. године, а мајка 1915. године. Године 1916. упознала је и удала се за Џорџа Матсона Николаса, али је већ следећег месеца постала удовица када је он погинуо на Западном фронту.
Након повратка у Аустралију 1918. године, Рикс Николас се поново посветила професионалном сликарству и одржала изложбу са више од сто радова у Гилд холу у Мелбурну. Многи су продати, укључујући In Picardy, који је откупила Национална галерија Викторије. Почетком 1920-их сликала је у руралним пределима, а затим се вратила у Европу. Њена изложба у Паризу 1925. године довела је до продаје дела In Australia музеју Луксембурга, након чега је уследила велика турнеја њених слика по регионалним британским уметничким галеријама. Њена дела су убрзо излагана на престижним изложбама, као што су International Society of Sculptors, Painters and Gravers и Краљевска академија уметности у Лондону. Након што су јој радови били укључени у пролећну изложбу Société Nationale des Beaux-Arts 1926. године у Паризу, постала је њен придружени члан.
Године 1926. Рикс Николас се вратила у Аустралију, а 1928. удала за Едгара Рајта, ког је упознала током својих путовања почетком 1920-их. Пар се настанио у Делигејту, Нови Јужни Велс, где им се 1930. родио син Рикс Рајт. Иако је наставила да слика значајна дела, попут The Summer House и The Fair Musterer, Рикс Николас је била жесток критичар модернизма и није ценила нове уметнике попут Расела Драјсдејла и Вилијама Добела. Њене слике задржале су конзервативни модерни стил и приказивале идеализовани аустралијски пасторални живот, али су критике њених изложби постајале све мање наклоњене. Последњу самосталну изложбу одржала је 1947. године. Остала је у Делигејту све до своје смрти 1961. године. Данас се њени радови налазе у најзначајнијим аустралијским уметничким колекцијама, укључујући Уметничку галерију Јужне Аустралије, Аустралијски споменик рата, Националну галерију Аустралије, Националну галерију Викторије и Квинслендску уметничку галерију.

## Рани живот
Хенри Финч Рикс и Елизабет Сатон, који су као деца са својим породицама мигрирали у Аустралију, упознали су се и венчали у Викторији 1876. године. Имали су две ћерке: Елси Берту, рођену 1877, и Емили Хилду (познату само као Хилда), рођену у Баларату 1. септембра 1884. године. Деца су одрастала у талентованој и енергичној породици. Хенри, наставник математике, постао је окружни школски инспектор 1880-их. Такође је био песник који је подржавао аустралијску федерацију и играо аустралијски фудбал за клуб Карлтон. Елизабет је одрастала помажући у породичном музичком послу у Баларату и била је певачица која је наступала са Баларатским хармонијским друштвом. Поред тога, имала је студио у улици Флиндерс у Мелбурну и била чланица комитета Аустралског салона, „места сусрета за интелектуалне жене заинтересоване за ликовне уметности.“ Сликала је у академском стилу, најчешће бирајући мртву природу и цвеће као теме, мада је сликала и неке велике пејзаже у региону Бичворт.
Хилда Рикс и њена сестра Елси свирале су музичке инструменте као деца, изводећи песме и игре на регионалним приредбама. Елси је била певачица и глумица, која је наступала на састанцима Аустралског салона, а сестре су заједно дизајнирале постере за овај догађај. Хилда је од детињства била одушевљена цртањем, а њене уметничке вештине добијале су похвале током њеног школовања у гимназији Мертон Хол, иако у осталим аспектима није била изузетна ученица. Обе су похађале часове уметности код извесног господина Матера, пре него што је Хилда студирала на Ликовној школи Националне галерије Викторије од 1902. до 1905. године, где ју је подучавао један од водећих аустралијских импресиониста, Фредерик Мекубин. Њени колеге били су углавном жене, међу којима су Џеси Трејл, Нора Гурдон, Рут Сатерланд, Дора Вилсон и Вида Лејхи.
Рикс је касније критиковала Мекубинов метод подучавања, називајући његов приступ „нејасним наговарањем“. Ипак, према речима Џона Пигоа, аутора једине свеобухватне биографије о њој, Мекубин је у неколико аспеката значајно утицаона Хилду Рикс Николас. Наглашавао је индивидуалну креативност уместо опонашања одређених уметничких школа, моделовао је важност националних идеја и тема које ће касније доминирати њеним радом, а његов стил давао је предност самој теми слике, у односу на техничке аспекте.
Радови које је Рикс израдила док је још била студенткиња били су укључени у годишње изложбе Викторијанског уметничког друштва и Аустралског салона. Истовремено, радила је као професионална илустраторка за уџбенике и часопис School Paper, који је објављивало Одељење за образовање Викторије. Године 1903, све жене из породице Рикс имале су своје радове изложене на изложби Аустралског салона.
Једна од њених раних скиц-књига је сачувана, а странице из ње репродуковане су у књизи In Search of Beauty из 2012. године. Иако је Рикс своје цртеже описала као „моје најраније радове из детињства у Мелбурну“, датирани листови показују да су неки настали и након што је напунила двадесет година. Већином приказују жене, а амбијент и одећа њених модела одражавају просперитетну и образовану средину, чији су део били чланови породице Рикс.
У том периоду, било је уобичајено да амбициозни аустралијски уметници траже даље образовање у Европи, посебно у Лондону и Паризу. Хенри Рикс је планирао да поведе породицу на пут у оквиру истраживања британских образовних реформи, за које је купио карте за прву класу 1906. године. Међутим, након периода прекомерног рада и нарушеног здравља, Хенри је изненада преминуо, што је довело у питање целокупно путовање. Његовој супрузи је ускраћена пензија за удовице, јер је Хенри преминуо са 58 година, што је било испод старосног прага за њено право на примања. Породица је морала да преиспита своју финансијску ситуацију и размотри да ли ће моћи да оствари свој план о одласку у Европу.
На крају, комбинујући наследство, приходе од изнајмљивања њихове куће и новац прикупљен продајом уметничких радова мајке и ћерке, успеле су да замене карте за прву класу за другокласне кабине. Породица је отпутовала у Енглеску почетком 1907. године.

## Европа: 1907–1912
Непосредно пре одласка из Аустралије, Артур Стритон је саветовао Рикс да студира код различитих уметника, како би очувала сопствену оригиналност. Њена каснија каријера одражавала је тај савет. Један од њених првих учитеља био је Џон Хасал, који је у почетку протестовао, тврдећи да је она већ бољи цртач од њега. Рикс га је сматрала „једноставно сјајним“, а Џон Пиго је признао да је Хасалов једноставан и директан стил утицао на њен каснији рад.
Крајем 1907. године, Рикс се преселила у Париз са мајком и сестром, где су живеле у Монпарнасу. Тамо се упознала са аустралијским уметником Е. Филипсом Фоксом, ишла на часове скецирања у Парк Луксембург, где је радила и Етел Карик Фокс, и постала студенткиња Академије Делеклиз, коју је водио академски сликар Огист Жозеф Делеклиз. Веома је ценила његове савете о цртању људске фигуре, мада је сматрала да је његов приступ боји „превише суморан“.
Следеће године учила је код америчког импресионисте Ричарда Емила Милера. Од њега је преузела употребу релативно светле палете боја, не увек натуралистичке, као и његову вешту технику. Ипак, није следила његову склоност ка идеализованим композицијама, већ је више волела директне и јасне слике. Настављајући да стиче вештине од широког спектра уметника, касније је студирала и на Академији де ла Гранд Шомјер, укључујући рад са швајцарским илустратором Теофилом Штајнленом.
Рикс је са мајком и сестром проводила лета путујући. Године 1908. обишле су Француску и Италију, а касније су боравиле у уметничкој колонији у рибарском селу Етапл, на северу Француске. Међу уметницима активним у тој колонији био је и Француз Жил Адлер, који се заинтересовао за рад Риксове, као и бројни Аустралци, укључујући Руперта Банија, Џејмса Питера Квина, Едварда Офисера и једну од најдуговечнијих становника колоније, Исобел Реј.
Око 1909. године, Хилда Рикс упознала је Вима Брата, студента архитектуре из богате холандске породице. Он је затражио одобрење од Хилдине мајке за брак, и она је пристала. Међутим, почетна веридба се окончала неуспешно када је Рикс провела неко време у кући свог вереника, где је приметила да њиме доминира његова мајка, која се оштро противила браку. Рикс је раскинула веридбу.
Наставила је да се посвећује уметности и 1911. године је добила признање када су њена дела изложена на Паришком салону, заједно са радовима аустралијских уметника Артура Стритона и Џорџа Бела. У том периоду је студирала на Академији Колароси, у време када је Анри Матис сликао моделе са академије и нудио студентима могућност рада у његовом отвореном атељеу. У то време постала је тек друга Аустралијанка чије је дело купила француска влада. Према аустралијској кустоскињи Елени Тејлор, након истакнутих емиграната Банија и Филипа Фокса, Рикс је „без сумње била најуспешнија од аустралијских уметника у Француској“.

## Мароканске слике: 1912–1914
Многе уметнице су крајем 19. и почетком 20. века посећивале и радиле у северној Африци. Хилда Рикс је два пута путовала у тај регион, што је резултирало неким од њених најзначајнијих уметничких достигнућа. Прво је у јануару 1912. године отпутовала у Мароко са америчким сликаром Хенријем Осавом Танером, његовом супругом и извесном госпођицом Симпсон. Путовали су преко Шпаније, где је Рикс имала прилику да види дела Дијега Веласкеза, чије је композиције и палету веома ценила.
Њихова коначна дестинација био је Тангер, град у ком су инспирацију пронашли многи уметници. Жан-Жозеф Бенжамен-Констан је тамо живео и стварао 1870-их, док је Џон Сингер Сарџент посетио град 1880-их. Анри Матис је такође боравио у Тангеру 1912. године и, попут Риксове, путовао у Тетуан, град удаљен око 60 километара источно од Тангера. Обоје су користили исте моделе током свог боравка.
Отприлике три месеца, Хилда Рикс је скицирала и сликала у Тангеру, проводећи време на пијаци или базару. Њен ентузијазам за овај град био је очигледан из њене кореспонденције: „Замислите мена овој пијаци. Проводим скоро сваки дан тамо, јер ме потпуно фасцинира. До сада сам урадила 16 скица и две уљане слике. Сада се већ осећам као код куће, па ћу извадити своју велику кутију са уљаним бојама. Желела сам да се прво навикнем на људе и ствари. О, како ја волим све ово! ... О, сунце сија, морам да изађем да радим.“
Мароко је имао сличан ефекат на Риксову као и на многе уметнике који су га посетили. Њене слике су биле креиране у јарким бојама које су одражавале интензивно светло северне Африке, а већина радова је била фокусирана на фигуре, одећу и активности људи, као и локалну архитектуру.
Једно тумачење перспективе Риксове је да је била оријенталисткиња, у смислу који је користио академски теоретичар Едвард Саид. Пигот је, у свом есеју за изложбу Capturing the Orient, разматрао како Риксова у својим радовима „истиче егзотичност“ локација које представља. Представљање Оријента кроз објективно приказивање костима и одеће очувало је лажну истинитост оријенталистичке слике, сакривајући стварност живота на Истоку и насиље које је подупирало колонијални пројекат. У сликама Рикс Николас,костими су оличавали егзотичност Истока и указивали на осећај културне „другости“.
С друге стране, Хурн тврди да су Хилда и Елси у великој мери биле контраоријенталисткиње: фокусирале су се на заједничку природу људског искуства, а не на културне изразе разлике, те су настојале да прикажу свакодневни живот у Тангеру онако како су га затекле, а не да представљају генерализоване погледе на оријент. Њене слике такође одражавају модернистички приступ емпиријском: користила је јарко светло северне Африке како би истакла структуре и облике који су чинили визуелне утиске.
Хурн је написала: „Она није тражила или украшавала своје слике 'оријенталистичким' стереотипима које је научила одрастајући у Мелбурну... У свом писању и сликању, активно је кампањирала против онога што је сматрала лажним 'оријентализмом'. Њене пастелне цртеже и уљане слике настоје да представе тачан извештај о одећи, манирима и изгледу њених субјеката.“
Стилски, слике Хилде Рикс из Марока карактерисане су као „најапстрактније, најплатније и постимпресионистичке у њеној каријери“. Њен приступ можда је био под утицајем Матиса: боравили су у истом хотелу у Тангеру истовремено, путовали су у Тетуан исте недеље и можда су заједно на фотографији снимљеној током тог путовања.
Она је била једна од првих Аустралијанки које су сликале постимпресионистичке пејзаже, укључујући Мене на пијаци, Тангер (1914) и Поглед на Тангер (1914), настале током њене друге посете овом граду. Ове слике показују развој њеног стила у то време: слободни потези четке, палета ограничена на неколико нискоквалитетних боја и акценат на сенке и светло, што утиче на свеукупни утисак слике као и на третман појединачних фигура.
Путовање 1912. године представљало је прекретницу у њеном раду, што је довело до неколико изложби и њене прве значајне међународне критичке похвале. Ова путовања су предмет једне од ретких књига о уметничком делу ауторке, Жанет Хурн, Хилда Рикс Николас и Елси Рикс: Марокански идилијум - Уметност и оријентализам. Изложба њених првих радова донела је одмах резултате: француска влада је купила једну од њених слика пијаце у Тангеру, а 1913. године поново су њене слике биле изложене на Паришком салону. Куповина од стране француске владе била је пастелна слика Гранде марше, Тангер, коју ће касније пресликати у уљу. Ова слика је позитивно коментарисана у француском издању New York Herald-а, али не и од стране рецензента Sydney Morning Herald-а, који је пожалио да су „цртеж и боја ексцентрични, по постимпресионистичком маниру“, те је централна фигура описана као „грозна у свом недостатку довршености“.
Рецензент Herald-а био је у супротности са доминантним мишљењем. Њен успех је широко извештаван у аустралијским новинама као што су Mercury из Хобарта, Argus из Мелбурна и Register из Аделејда. Поред приказивања резултата свог путовања на Салону, била је позвана да учествује на изложби у 1913. и 1914. години у Société des Peintres Orientalistes Français у Паризу. Рикс је постала члан овог друштва.
У новембру 1912. године, имала је самосталну изложбу у приватној галерији Galerie J Chaine and Simonson. Њен рад је илустрован у Notre Gazette, што је одражавало њен растући статус значајне уметнице, а француска штампа је извештавала о њеним изложбама.
Поново је отпутовала у Тангер почетком 1914. године, овога пута са својом сестром Елси, која је такође цртала и писала, али је главна сврха њеног присуства била да пружи сестри друштво, помоћ и заштиту од знатижељних пролазника док је сликала. Рикс је редовно сликала на базару, где би привлачила велику пажњу и понекад реметила саобраћај док је скицирала. Сестре су се вратили у Енглеску, а затим у Француску, где је Рикс поново провела лето у Етаплу, али је избијање Првог светског рата довело до њеног евакуације у Лондон у августу.

## Катастрофа: 1914–1918
Повратак у Лондон означио је почетак трагичног периода у њеном животу. Њена мајка Елизабета је била болесна и њено здравље се погоршало током пловидбе из Француске у Енглеску. Елизабета је пребачена у болницу када су стигли. Иако се делимично опоравила и премештена је у болницу, њена друга кћерка, Елси, разболела се од тифуса.
Рикс је путовала између два болесна чланова породице, све док 2. септембра 1914. године Елси није преминула. Три месеца је сакривала вест о томе од своје мајке, плашећи се да ће то нашкодити њеном већ крхком здрављу. Елизабета је преживела вест, али како је рат напредовао, Хилдина уметничка продукција је сасвим опала. Тада је, у марту 1916. године, Елизабета преминула. Рикс је имала нешто више од тридесет година, а сви њени непосредни рођаци су сада били мртви. Подсећајући се на ову период, касније је написала: „Тешко сам стављала једну ногу испред друге и ходала сам као стара особа“.
Даљи несрећни догађаји су наступили када је у Француској, уметнички официр из Аустралије, капетан Џорџ Матсон Николас, био послат у Етапл. Он је чуо за аустралијску уметницу која је морала да остави своја дела када је она и њена породица изненада напустила Француску и отишла у Енглеску. Николас је потражио њене радове и одушевио се њима, па је одлучио да контактира уметницу када буде на одмору. Срео је Рикс у септембру 1916. године, а венчали су се 7. октобра у цркви Светог Спаситеља у Варвик Авенији у Лондону. После три дана проведена заједно, он се вратио на дужност, али је пет недеља касније, 14. новембра, погинуо током битке код Флера на Западном фронту.
Писала је у свом дневнику да је изгубила вољу за животом, али је Рикс Николасова тугу на крају изразила кроз три слике, под називима And Those Who Would Have Been Their Sons, They Gave Their Immortality (фраза из песме Руперта Брука), Desolation и Pro Humanitate. Друга од ових слика (која је уништена у пожару 1930. године) приказивала је исцрпљену и сузну жену увијену у црну плаштину, скупљену и гледајући посматрача, усред битком опустошеног пејзажа који није имао других особина осим крстова на удаљеним гробовима. Национална галерија Аустралије поседује црно-белу цртеж као студију за ово дело. Desolation је био „портрет жене која држи сабласно дете“. Рецензент за Sydney Morning Herald написао је о слици: „Desolation је готово морбидан у својој ужасно детаљној слици фигуре која симболизује све удовице света у једној усамљеној жени. Ту седи, изгубљена у страшном разматрању, изнад потресеног бојишта. Ово је епитомија расипања и уништења.“
Њен триптих Pro Humanitate преноси трагедију њеног кратког брака са Николасом, али је, попут дела Desolation, уништен у пожару. Ово дело састојало се од панела који приказују срећан пар у природи, тренутак смрти војника са раширеним рукама у пози распећа и ожалошћену удовицу, коју посматра дух војника. Приказујући „пустош коју рат доноси“, њена дела била су личнија од оних других уметника из последњих година Првог светског рата, попут Пола Наша и Ерика Кенингтона, а њена интерпретација удовиштва била је истовремено неуобичајена за своје време и узнемирујућа за посматрача.

## Повратак у Аустралију: 1918–1923
У марту 1918. године, Рикс Николас, заједно са својим девером Атхолом Николасом, напустила је Енглеску и стигла у Мелбурн 10. маја. Тамо, уз подстицај уметнице Хенријете Гуливер и чланова Женског уметничког клуба града, Рикс Николас је почела поново да гради своју каријеру професионалне уметнице. То није трајало дуго. У новембру је била међу члановима Клуба чија су дела била изложена у Атенум хали, где је један критичар описао као „доминантну личност изложбе“. Истовремено, у Мелбурновој Гилд хали одржала је велику изложбу својих европских и северноафричких слика, скица и цртежа, са више од стотину радова на изложби. Неколико је продато, укључујући In Picardy, који је купила Национална галерија Викторије. Критичар за The Argus је похвалио уметничко „познавање карактера и таленат за посматрање и репрезентацију“, док је критичар за The Age био импресиониран „утицајем модерног француског импресионизма у њеним сликама, које слободно обрађују ефекте сунчеве светлости и отвореног ваздуха.“ Када је изложба путовала у Сиднеј 1919. године, рецензије су такође биле позитивне и од новинара, а и од њених колега као што су Џулијан Ештон, Антонио Датило Рубо и Грејс Косингтон-Смит. Изложба у Сиднеју такође је резултирала куповином неколико њених дела од стране Галерије савремене уметности Новог Јужног Велса.
Године 1919. Рикс Николас је преселила у Сиднеј и настанила се у Мосману, где је стекла нове пријатеље и производила низ пејзажа и портрета, често настављајући свој постимпресионистички стил. Уметница је наставила са успехом у својим изложбама и редовним повољним рецензијама у штампи, као што је била за њену изложбу на пијаци краљице Викторије у Сиднеју у септембру 1920. године. Ипак, Пигот је тврдио да је њено место у аустралијском уметничком свету тог времена било сложено, јер је њен стил био под утицајем оживљавања модернизма, којем су се локални критичари одупирали. Њено искуство са овом конзервативнијом Аустралијом и ефекти смрти свих оних који су јој били блиски, допринели су томе да Рикс Николас напусти свој више експериментални рад и врати се више академским и фигуративним темама. Ово је на крају имало штетан ефекат на дугорочни ток њене каријере. Пигот тврди да је њена одлука да се не покори родним очекивањима аустралијске уметничке установе довела до њеног одбијања.
Године 1922. објављен је конкурс од стране повереника Мелбурнске јавне библиотеке за мурал који ће одати почаст Великом рату. Рикс Николас је сазнала за конкурс и брзо припремила и послала своје дело. Три судије, поштовани аустралијски академски уметници из Мелбурна, поднели су извештај повереницима, који су се састали како би размотрели примљене радове. Повереници су гласали за доделу конкурса Харолу Септимусу Пауеру, иако он није испунио услове конкурса. Затим су задржали судски извештај од објављивања, одлучили да не излажу ниједан рад са конкурса и одложили доделу било какве награде. Један новинар је известио да је рад Рикс Николас био међу три најбоља. Рикс Николас је била љута, као и неки бивши војници, који су писали писма новинама о овом инциденту. Пигот сугерише да је њен пол био фактор: „Иако је Рикс Николас имала легитимно право да буде уметница рата, чињеница да је била жена значила је да је није било допуштено да заузме равноправно место у дискурсу.“
Аустралијски ратни меморијал је тада градио колекцију уметничких дела која ће одати почаст рату, када је Рикс Николас понудила свој триптих Pro Humanitate. Међутим, он је био одбијен. У опису аквизиција наведено је да је било „превише интимног карактера за укључивање у јавну колекцију“. Меморијал је на крају одлучио да купи једно од њених дела које је приказивало француску жену (A Mother of France (1914)), али не и други рад који је понудила, а који је приказивао аустралијског војника (A Man (1921)). Према Пиготу, ово одражава родно условљен приступ институција, које су сматрале да су теме дозвољене уметницима зависиле од њиховог пола. Можда је на то додатно утицала стратегија развоја колекције Меморијала, која је у то време стављала акценат на стварање портрета виших официра. Без обзира на ставове комитета за конкурс или аквизиције, њена дела су била „популарна међу самим војницима, и на тај начин су активно обликовала слику војника“.
Њена уметност, која је приказивала ратне теме, била је само један аспект све већег опредељења за националистичке идеале и херојско представљање Аустралије. У време њене изложбе 1919. године, Рикс Николас је изјавила да жели „показати људима Европе шта поседује земља лепоте, где је шема боја тако другачија, а која је послала толико храбрих људи у борбу за слободу“. У том смислу, она је следила традицију аустралијских импресиониста и писаца као што су Хенри Лосон и Банџо Патерсон. У пратњи своје пријатељице Дороти Ричмонд, Рикс Николас је кренула да слика у руралном Новом Јужном Велсу, почињући од Делегата, малог града на граници Новог Јужног Велса, и Викторије. Ту је створила бројна дела, укључујући In Australia, His Land и The Shearers. Други радови из овог периода укључују The Three Sisters, Blue Mountains (1921–22), који се налази у колекцији Националне галерије Аустралије.
Док су патриотска аустралијска имагинарија и дискурс тог периода били доминантно мушки, портрети Рикс Николас често су били портрети жена, као што су у The Monaro Pioneer, The Magpie's Song и Motherhood.
Вративши се у Сиднеј, Рикс Николас је одржала још једну самосталну изложбу у августу 1923. године. Опет је била позитивно оцењена, а њени радови поново су били описивани у мушким терминма: рецензент у Sunday Times из Сиднеја описао је као „највиталнију, и у многим аспектима, најјачу женом уметником коју је Аустралија до сада произвела“. Рикс Николас није волела да буде сматрана „женом“ уметником, али је такве рецензије сматрала комплиментима, имајући у виду колико су критичари генерално били презриви када су разматрали слике жена.

## Друго путовање у Европу: 1924–1926
У 1924. години, Рикс Николас је поново отпутовала са Доротy Ричмонд, овог пута у Француску, с намером да изложи своја дела у Европи. Путовала је на броду Ormonde, који је такође превозио аустралијски Олимпијски тим. Спријатељила са неким од чланова тима и осликала портрет једног члана за такмичење уметника Олимпијских игара.
По доласку у Париз у јуну, Рикс Николас је изнајмила студио у Монпарнасу, који је претходно припадао француској уметници Рози Бониур. Њена изложба у Georges Petit Galerie у Паризу, у јануару 1925. године, била је велики успех. То је довело до значајних продаја, укључујући и за Музеј Луксембурга, чиме је постала једина аустралијска жена која је имала више од једног дела у тој колекцији. Према једном извештају, била је један од само три аустралијска уметника који су били заступљени у то време, а остала двојица су били Руперт Бани и Артур Стритон.
Изложба је довела до турнеје њених радова по Лондону и британским регионалним галеријама, што је било први пут да је било који аустралијски уметник постигао такву значајност. Између 1926. и 1928. године, њена дела су била изложена у Хулу, Сандерланду, Бутлу, Блекпулу, Нортхемптону, Ворингтону, Фокстону, Лестеру, Дарбију, Гејтсхеду и Лику у Стафордширу.
Дело које је Музеј Луксембурга купио 1925. године било је In Australia, портрет Неда Рајта, менаџера имовине у Делегату, где је Рикс Николас боравила раних 1920-их. Он је приказан на коњу, са лулом у уснама, са панорамским погледом на аустралијски пасторални пејзаж у позадини. Његов став је опуштен, самоуверен и херојски, што је у складу са оптимистичним национализмом Аустралије тог времена.
Током 1925. године уследиле су нове изложбе укључујући у Међународном друштву вајара, сликара и гравера, и Краљевској академији уметности, обе у Лондону. Самостала изложба у децембру те године у Beaux Arts Gallery у Лондону приказала је рад His Land, који је описан као дело које има „редак квалитет да пренесе дух живота у Комонвелту, као и да тај живот представи на слици... Цела слика изгледа као да преноси сунчану атмосферу топлотом испуњеног аустралијског пејзажа“. Као и In Australia, ова слика сугерише елементарну снагу и виталност, за коју је Рикс Николас сматрала да треба да испуни аустралијско сликарство.
Те године, Рикс Николас је створила једно од својих најизузетнијих и највећих дела. Les fleurs dédaignées, које је високо скоро 2 метра и широко 128 центиметара, представља „узнемирујући“ и „запањујући“ портрет младе жене у одећи осамнаестог века. Насликана не у типичном стилу уметнице, већ у маниристичком стилу, фигура се окреће ка посматрачу али гледа у страну, њен став је напет, израз нечитак, а на земљи, поред дна њене огромне формалне хаљине, лежи букет одбаченог цвећа. Иако приказује младу даму, модел који је изабран за седење била је „паришка професионална манекенка и проститутка, која је наводно имала репутацију меланхоличне и раздражљиве особе“.
Пастиш који је створен овим делом је упечатљив, уметнички стил из шеснаестог века, композиција која укључује таписерију из седамнаестог века и хаљину из осамнаестог века, створена од стране двадесетовековне уметнице. Ово дело одражава опсег способности и амбиција Рикс Николаус, и насликано је са конкретном намером да буде изложено на Паришком салону.
Када је дело било изложено у Сиднеју 1927. године, привукло је пажњу критичара The Sydney Morning Herald: „По комбинацији грациозности, драматичне снаге и јасноће технике, ова слика би била тешко надмашена. Нема ничега пренаглашеног у њој; она своју причу прича са живом директношћу... Уметница је са разоткривајућим потезима открила израз осветничке зле намере која тренутно почива ту;, а руке, прсти једне руке чврсто зграбљени другом, дају јасан показатељ нервне напетости унутар ње. Обрада тонова коже и општи аранжман, који нежно али не превише нападачки привлаче пажњу на колумбине расуте по полираном поду — одлични су.“
Док је изложила многа од својих аустралијских дела која је завршила пре доласка у Француску, Рикс Николас је такође стварала нова дела, укључујући и илустрације и портрете традиционалног живота и костима, која су настала током лета у Бретањи. 1926. године, поново је била укључена у изложбу на Краљевској академији у Лондону, где је једно од њених бретањских дела, Le Bigouden, било изложено. Такође је учествовала на пролећној изложби Société Nationale des Beaux-Arts у Паризу, на којој је имала осам радова, што је био веома велики број за једног уметника. Société није само поставила многа њена дела и цртеже на изложбу, већ је исте године изабрана за члана те организације.
На крају 1926. године, Рикс Николас и Дороти Ричмонд су се вратиле заједно у Аустралију. Подстакнута својим успехом, Рикс Николас је купила ауто, напунила задњи део са сликарским прибором, и оне су се упутиле на сликање пејзажа, од Канбере и равница Монаро на југу, па све до централног Квинсленда. Током једне медијски атрактивне прилике, сликала је фигуре на плажи у Бондију, што је било извештавано у разним публикацијама, укључујући аустралијски часопис The Home.

## Рајт и Нокалонг: 1928–1961
Хилда Рикс Николас упознала је фармерску породицу Рајт, укључујући Неда, који је био предмет њеног дела In Australia, раних 1920-их. Након повратка у тај крај, удала се за Едгара Рајта 2. јуна 1928. године у Мелбурну, и пар се настанио на имању по имену Нокалонг, близу Делегата, у Снежним планинама. Наставила је да излаже под именом Рикс Николас. Њена пријатељица Дороти Ричмонд, с којом је обишла тај крај на почетку деценије, удала се за Едгаровог рођака, Влтера, и настанила се у истом региону. Потом, 1930. године, Рикс Николас и њен муж добили су свог јединог сина, кога су назвали Рикс.
Карактерисање модернистичког тренутка у аустралијској уметности, периода између светских ратова, је комплексно, као и разумевање положаја појединих уметника у том периоду. У Француској и Северној Африци током 1910-их, Рикс Николас је директно користила идеје и технике импресионизма. У 1920-им, угостила је Роја де Мајстреа, једног од првих Аустралијанаца који су експериментисали са синхромизмом, и замолила га је да подели више о својој „теорији боје и музике“. Међутим, како се преселила из урбане у руралну Аустралију, није наставила да одговара на радикалне модернистичке идеје. Један став је да је то представљало одбацивање модернистичких тема и трендова. Алтернативно, може се тумачити као свесна одлука Рикс Николас да одржи свој креативни правац. Како је Питерсен изразио, „Рикс Николас се није идентификовала као жена уметник или као модернисткиња, већ једноставно као уметник који ради ван било ког покрета или стила“, која „није била заинтересована за дебате у Сиднеју о модернистичким уметничким трендовима“. У сваком случају, као што је са иронијом приметила историчарка уметности Жанет Хурн, „није било тржишта за постимпресионистичко сликарство у удаљеном делу Новог Јужног Велса 1920-их“.
Рикс Николас је настојала да изгради на постојећем успеху и често се фокусирала на портрете. Женске фигуре су често биле приказиване, уживајући активан рурални живот (као у делу The Fair Musterer) и радећи на земљи, као и у домаћим или породичним сценама (као у On The Hilltop). Неколико слика, као што су On the Hilltop и Spring Afternoon, Knockalong, приказују жене које брину о младом сину у руралном окружењу. Њен највише „стереотипно женски“ рад био је The Summer House, који приказује две пријатељице Хилде Рикс Николас са свежим цвећем, у окружењу које, за разлику од већине њених радова из тог периода, блокира поглед на околни пејзаж. Ово је слика коју Рикс Николас никада није јавно излагала. Ипак, постала је једно од њених најпознатијих дела, а њена лако прихваћена природа одговарала је начину на који су рецензенти 1930-их сврставали њене радове у оквире конвенционалних родних улога.
Рикс Николас је имала низ изложби са додатним критичким успехом. Ипак, изашла је из корака и са публиком, која је куповала мало радова на њеној последњој самосталној изложби 1947. године, као и са неким критичарима, који су или одбацивали њене радове или критиковали недостатак новине у њима. Један критичар, Адријан Лавлер, приметио је: „Госпођа Рикс Николас је веома надарена и има своју индивидуалност као уметница, али њен лични поглед није толико на уметника са запањујућим стварима да каже, колико на здравог суграђанина Аустралијанца који воли познату лепоту нашег пејзажа и ужива у томе што га представља у свом његовом сјају и вирилности.“
Други критичар, разматрајући изложбу из 1936. године у галерији Дејвид Џоунс у Сиднеју, сматрао је да је квалитет њених радова неуједначен, те док је неке сматрао снажним, друге критикује као „ништа више од лепих и сентименталних“. Радови Рикс Николас остали су упорни у свом идеализму о руралној Аустралији, али након Другог светског рата, земља, и њени уметнички критичари, су кренули даље. Године 1945, критичар за The Sydney Morning Herald, критикујући радове Рикс Николас као „грубе у боји и постерске у представи“, закључио је: „Нема довољно духовног материјала да попуни платна Хилде Рикс Николаус... Бравура, смелост ових слика је тешко у складу са стварним знањем које је приказано. Одређена скромност, пажљиво праћење организације детаља и мање беле у бојама значајно би помогло.“
Антипатија између Хилде Рикс Николас и преовлађујућих трендова у аустралијској уметности била је обострана. Била је шокирана радовима Расела Драјсдејла и Вилијама Добела, описујући фигуре на њиховим сликама као „више као жртве немачких концентрационих логора“ него као представе аустралијског народа. Чинило се да критичари нису делили њено мишљење: Добел и Драјсдејл су сваке године освојили Вин награду и обојица су представљали своју земљу на Бијеналема у Венецији.
Последње путовање у Европу обавила је 1950. године. Рикс Николас је кренула како би показала свом мужу знаменитости Европе, коју је добро познавала, и како би пронашла наставника скулптуре за свог сина Рикса. Била је узнемирена стандардима уметничке праксе које је затекла, те је уместо тога одвратила Рикса од било какве каријере у уметности.
Након своје последње самосталне изложбе, писмо Рикс Николас свом сину изразило је очајање у вези са њеном уметничком каријером и сумирало професионалну судбину њених последњих година: „Не радити ништа креативно готово да ме убија. Проблем је у томе што нема никога близу мене ко би се бринуо да ли ћу икада поново нешто урадити... Осећам да уметник у мени умире и да је тај умирући процес мучење... Само човек сам зна за ту жудњу и најбољи део у човеку је болан од незадовољства.“
Њено здравље се погоршавало. Рикс Николас је излагала заједно са својим сином на групној изложби у Сиднеју 1954. године. Представила је две уљане слике, док је њен син имао највећу скулптуру на изложби под називом The Shearer. Преминула је у Делегату 3. августа 1961. године.

## Критичко сумирање
Пол је био поновљена тема у каријери Хилде Рикс Николас, и то и у позитивном и у негативном контексту. Француски критичар је похвалио њене способности рекавши да „Рикс слика као мушкарац!“. Аустралијски критичар био је неодлучан у свом ставу, дивећи се њеној композицији, али проглашавајући њену технику „необично неженственом“, док је други, жесток критички осврт, назвао њене радове „псевдомушким“. Пигот је сматрао да је каријера Рикс Николас на крају била кажњена њеном спремношћу да се не придржава правила мушког естаблишмента, када је настојала да утврди место жене у националистичкој уметности средином двадесетог века у Аустралији. Саша Гришин је написао да су њене „феминистичке тенденције и модернистички додири били дочекани са непријатељством“. Историчарка уметности, Кетрин Спек, имала је другачију перспективу на рад Рикс Николас после Првог светског рата, сугеришући да њен рад никада није достигао квалитет њених дела из Париза, јер је смрт њеног првог мужа у Великом рату навела да створи националистичке слике неједнаког квалитета. Она је сматрала да су европска дела Рикс Николас представљала модернистички врхунац уметничке каријере. Петерсен се сложио да су „тужна искуства током рата постала интегрални део њене уметничке креације и њене касније бриге за национални осећај“, али је такође сматрао да је Рикс Николас „наставила да црта и слика са истим мајсторским осећајем за цртање, виталношћу и светлом палетом, која је била присутна у њеним најбољим делима из Париза, Тангира и Сиднеја“. У свом делу A Story of Australian Painting, Мери Игл и Џон Џонс сматрали су Рикс Николас, заједно са Кларис Бекет, „најбољом уметницом која је изашла из уметничког окружења Мелбурна у деценији Првог светског рата“.

## Наслеђе
Многи радови Хилде Рикс Николас завршили су у приватним колекцијама, за које су подаци ограничени. Још већи број радова уништен је у пожару на породичном имању након њене смрти 1960-их. Иако је 1919. године била дочекана у Аустралији као „међународна уметничка звезда“, њена срећа је опала у каснијем делу каријере. Међутим, у двадесет првом веку дошло је до обновљеног признавања њених дела. Њен опус представљен је у већини великих јавних галерија у Аустралији, укључујући Галерију уметности Јужне Аустралије, Националну галерију Аустралије, Националну галерију Викторије и Квинслендску галерију уметности, с тим да су многа дела (посебно она која приказују мароканске мотиве) купљена након објављивања монографије Џанет Хурн. Друге колекције које су стекле њена дела укључују и колекцију Аустралијског ратног меморијала. Међународно, Рикс Николас је представљена у Галерији националног музеја Жу де Пом и Лестер музеју и галерији уметности, као и у Музеју Луксембурга.
Бројне постхумне самосталне изложбе радова Хилде Рикс Николас су одржане.
- 1971. године у Галерији Џозефа Брауна у Мелбурну (коју је основао уметник Џозеф Браун).
- 1978. године организована је путујућа изложба, која је била изложена у Галерији уметности Новог Јужног Велса, Галерији уметности у Баларату и Маквари галерији.
- У 1990-им годинама одржане су изложбе у Ијан Потер музеју уметности у Мелбурну и Каспијској галерији у Сиднеју.[3]
- 2010. године и у Галерији уметности у Бендигоу.[37]
- Изложба њених радова одржана је 2013. године у Националној галерији портрета у Канбери.[47]
- Национална галерија Аустралије 2014. године изабрала је слику Три сестре, Плаве планине као дело које ће настојати да стекне путем Фонда за аквизиције чланова.[48]

Рикс Плејс у предграђу Канбере, у месту Кондер, назван је у њену част.